# 丸市尾港
丸市尾港（まるいちびこう）は、大分県佐伯市蒲江大字丸市尾浦にある港湾（地方港湾）である。港湾管理者は大分県。

## 概要
佐伯市南部の旧蒲江町の名護屋湾の湾奥に位置する。1885年（明治18年）に開港した。開港に際しては、地元の御手洗太郎吉が私財を投じたとされる。
港の北側には、シャワー室、更衣室、トイレを備えるビーチハウスなどが設けられた丸市尾公園が整備されており、さらにその北側に続く海岸は海水浴場となっている。また、港に沿って、宮崎県道・大分県道122号古江丸市尾線が走っている。
2015年度の発着数は4,408隻（30,357総トン）。
「マリンシアターinまるいちび」が、平成13年度手づくり郷土賞（地域活動部門）。

## 丸市尾港防波堤灯台
丸市尾港の防波堤の突端に位置する灯台である。